# Family Бізнес
Family Бізнес — другий студійний альбом українського гурту «Бумбокс», що був записаний на студії Fuck! Submarine звукорежисером Олег Артимом, і що вийшов у 2006.
На думку вокаліста, він має мало спільного з дебютною «Меломанією» — «хоча б тому, що перший альбом був скоріше імпровізацією, а тепер це більше робота над звуком, над бітами, над лірикою». До нього увійшли 11 композицій, три з яких — «Вахтёрам», «Королева» і «Хоттабыч» — російською мовою. «Це подарунок нашим російським друзям», — пояснювали музиканти. У деяких треках нової платівки грають спеціально запрошені музиканти, і звучать такі інструменти, як банджо, фортепіано, слайд-гітара, бас, які органічно доповнили звичне звучання групи. Наприклад, пісня Happy End виконується спільно з піаністом і композитором  Павлом Ігнатьєвим.
Незабаром вийшло відео на пісні «Ким ми були» і «Квіти в волоссі», зняте Віктором Придуваловим. Кліп «Ким ми були» — це й справді розповідь про те, якими вони були, «це стьоб над дуже багатьма речами», з якого можна зрозуміти, що «Бумбокс» — це "такі собі типи, які просто кайфують від того, що вони роблять".
Альбом отримав в Україні золотий статус (на сьогоднішній день[коли?] продано близько 100 тисяч примірників диска) і платиновий статус в Росії.

## Список композицій
| #   | Назва                      | Тривалість |
| --- | -------------------------- | ---------- |
| 1.  | «Ким Ми Були»              | 3:38       |
| 2.  | «Королева»                 | 3:22       |
| 3.  | «Hip-Hop»                  | 3:49       |
| 4.  | «Вахтёрам»                 | 4:00       |
| 5.  | «Зцапала Злапала»          | 3:23       |
| 6.  | «Квіти В Волоссі»          | 3:58       |
| 7.  | «Віддаю»                   | 3:07       |
| 8.  | «Хоттабыч»                 | 4:36       |
| 9.  | «Нездара»                  | 4:22       |
| 10. | «Хвилюватися Немає Причин» | 4:41       |
| 11. | «Happy End»                | 3:21       |

## Учасники запису
- Андрій Хливнюк — вокал
- Андрій «Муха» Самойло — гітара
- Валентин «Валік» Матіюк — ді-джей, бітмейкер

### Запрошені музиканти
- Артур Данієлян — бас (1, 2, 3, 5, 6, 8)
- Павло Гнатів — фортепіано (11)

## Зовнішні посилання
- Бумбокс - Ким ми були - YouTube
- Бумбокс - квіти в волосі - YouTube